# Teuchos-Zentrum
Das Teuchos-Zentrum, vollständig Teuchos – Zentrum für Handschriften- und Textforschung (zu altgriechisch τεῦχος „Werkzeug, Gerät“), ist eine Forschungseinrichtung an der Universität Hamburg. Es dient der Entwicklung einer weltweit nutzbaren elektronischen Arbeitsumgebung für die philologische Grundlagenforschung, besonders die Unterstützung der wissenschaftlichen Edition antiker Texte. Dazu werden Informationen zu Textzeugen und zur Überlieferungsgeschichte bereitgestellt und untereinander verknüpft. Der Schwerpunkt liegt zurzeit besonders auf dem Gebiet der griechischen Literatur.
Das Projekt wurde 2005 vom damals Hamburger Gräzistikprofessor Dieter Harlfinger gegründet und mit Förderung der Deutschen Forschungsgemeinschaft aufgebaut. Seit 2007 wird das Projekt von Harlfinger und seinem Nachfolger Christian Brockmann geleitet. Es verfügt über zwei Arbeitsstellen in Hamburg und Berlin. Zu den Kooperationspartnern des Zentrums gehören das Aristoteles-Archiv der Freien Universität Berlin, die Staats- und Universitätsbibliothek Hamburg und die Perseus Digital Library. Im Rahmen der Arbeit des Zentrums werden regelmäßig internationale Kongresse und Tagungen zur digitalen Philologie abgehalten.
Zu den aktuell verfügbaren und geplanten Webangeboten des Teuchos-Zentrums gehören eine Gelehrtengeschichtliche Prosopographie (geleitet von Wilt Aden Schröder), Digitalisate von Handschriften mit Erschließungsmaterial und Fachwissenschaftliche Handschriftenbeschreibungen. Die Gelehrtengeschichtliche Prosopographie enthält eine Datenbank mit Biogrammen (Datensammlungen zu Leben und Werk) von Altertumsforschern, vor allem Philologen. Neben über 100 ausführlichen Biogrammen, die zum größten Teil von Schröder selbst verfasst wurden, sind auch die Daten von Wilhelm Pökels Philologischem Schriftstellerlexikon (Leipzig 1882) verwertet worden. Insgesamt bietet die Datenbank über 3600 Datensätze (Stand: 25. April 2017).